# Samhan
Samhan-perioden i koreansk historie (også De tidlige tre kongedømmer i Korea) omfatter statsforbundene Mahan, Jinhan og Byeonhan i de centrale og sydlige dele af den koreanske halvø, under det sidste århundrede f.Kr. og de tidlige århundreder e.Kr. Disse statsforbund blev til sidst opslugte af to af de tre kongeriger i Korea af det 4. århundrede e.Kr. Samhan-perioden bliver generelt betragtet som en del af de tre kongerigers tid.
Sam (三) er et kinesisk-koreansk ord, der betyder "tre", og Han er et koreansk ord, der kan betyde "stor (en), grand, store, meget, mange" (nogle har spekuleret over om ordet kunne være beslægtet med "khan", der anvendes i det indre Asien om ledere). Han blev transskription med de kinesiske tegn 韓, 幹 eller 刊 men har intet at gøre med Han i han-kinesere eller de kinesiske riger og dynastier der også blev kaldt Han (漢). Ma betyder "syd", Byeon betyder "skinnende" og Jin betyder "øst". Navnene på disse statsforbund afspejles ligeledes i det nuværende navn på Sydkorea, Daehan Minguk (bogstaveligt, "Det Store Han-Folks Nation").
Samhan menes at være dannet omkring tidspunktet for opløsningen af Gojoseon i det nordlige Korea i 108 f.Kr., omtrent, da staten Jin i det sydlige Korea også forsvandt fra skriftlige optegnelser. I det 4. århundrede blev Mahan fuldt absorberet i Baekje-riget, Jinhan i Silla-riget, og Byeonhan i Gaya-forbundet, som selv senere blev annekteret af Silla.

## De treHan-stater
Samhan anses generelt for at være løse forbund af befæstede bystater. Hver bystat synes at have haft en herskende elite, hvis magt var en blanding af politik og shamanisme. Selv om hver bystat synes at have haft sin egen hersker, er der ingen tegn på systematisk arvefølge.
Navnet på den dårligt forståede Jin-stat anvendtes fortsat i navnet Jinhan-forbundet og i navnet "Byeonjin," en alternativ betegnelse for Byeonhan. Hertil kommer, at lederen af Mahan i nogen tid fortsatte med at kalde sig kongen af Jin, for derved at hævde et nominelt overherredømme over alle Samhan-forbundene.
Mahan var det største og tidligste udviklede af de tre statsforbund. Det bestod af 54 mindre småstater, hvoraf den ene erobrede eller absorberes de andre og blev centrum i kongeriget Baekje. Mahan anses normalt for at være beliggende i den sydvestlige del af den koreanske halvø, der dækker Jeolla, Chungcheong og dele af Gyeonggi.
Jinhan bestod af 12 småstater, hvoraf den ene erobrede eller absorberes de andre og blev centrum i kongeriget Silla. Det anses normalt for at være beliggende i den østlige del af Nakdong-floddalen.
Byeonhan bestod af 12 småstater, som senere udgjorde grundlaget for dannelsen af Gaya-forbundet, der efterfølgende annekteret af Silla. Det anses normalt for at være beliggende i den sydlige og vestlige del af Nakdong-floddalen.

## Geografi
De nøjagtige udstrækninger af de forskellige Samhan-forbund er uklare. Det er også meget sandsynligt, at deres grænser ændredes. Samguk Sagi indikerer, at Mahan var beliggende i den nordlige region, der senere omfattede Goguryeo, Jinhan i regionen senere dækket af Silla, og Byeonhan i den sydvestlige region senere dækket af Baekje. Men den tidligere kinesiske kilde Sanguo Zhi placerer Mahan i sydvest, Jinhan i sydøst, og Byeonhan mellem dem.
Landsbyer blev sædvanligvis konstrueret langt inde i høje bjergdale, hvor de var relativt sikre mod angreb. Bjergfæstninger blev også ofte konstruerede som tilflugtssteder under krige. De mindre stater, som bestod af forbundene, anses normalt for at have dækket over så meget jord som en moderne myeon eller bebyggelse med tilhørende jorder.
Baseret på historiske optegnelser og arkæologiske undersøgelser, synes floder og søruter at have været de fremgangsmåder ved langdistance-transport og handel . Det er således ikke overraskende, at Jinhan og Byeonhan, med deres beliggenhed ved kysten og en flod, blev særlig fremtrædende i den internationale handel i løbet af denne tid.

## Teknologi
Samhan oplevede en systematisk indførelse af jern til den sydlige koreanske halvø. Dette blev taget op med særlig intensitet af Byeonhan-stater i Nakdong-floddalen, hvor man fremstillede og eksporterede rustning og våben af jern til hele det nordøstlige Asien.
Indførelsen af jernteknologi lettet også vækst i landbruget, eftersom redskaber af jern gjorde rydning og dyrkning af jorden meget lettere. Det fremgår, at den moderne Jeolla-område på dette tidspunkt optræder som et centrum for risproduktion.

## Udenrigsforbindelser
Indtil fremkomsten af Goguryeo var Samhans udenrigske forbindelser stort set begrænsede til de kinesiske commanderier beliggende i det tidligere område Gojoseon. Den længst bestående af disse, Lelang Kommanderi, synes at have opretholdt separate diplomatiske forbindelser med hver enkelt stat i stedet for med lederne af statsforbundet som sådan.
I begyndelsen var forbindelsen et politisk handelssystem, hvor "tribut" blev udvekslet med titler eller prestigegaver. Officielle segl identificerede hver stammeleders autoritet til at handle med kommanderiet. Sanguo zhi rapporterer imidlertid, at efter faldet af kongeriget Wei i det 3. århundrede, uddelte Lelang kommanderiet officielle segl frit til den lokale almue, og ikke længere som symboler på en politisk myndighed .
De kinesiske commanderier leverede også luksusvarer og lokale forbrugsvarer. Senere optræder Han-dynastiets mønter og perler over hele den koreanske halvø. Disse blev byttet mod lokalt jern eller råsilke. Fra det 2. århundrede e.Kr. var den kinesiske indflydelse dalende, og barrer af råjern kom i brug som valuta ved handel baseret omkring Jinhan og Byeonhan.
Handelsforbindelser eksisterede også med de fremvoksende stater i Japan på dette tidspunkt, oftest ved udveksling af dekorerede japanske bronzegenstande mod koreansk jern. Disse handelsforbindelser forflyttedes i det 3. århundrede, da Yamatai-føderation på Kyūshū vandt monopolistisk kontrol over japansk handel med Byeonhan.

## Arv
Goryeos historikere identificeret Mahan, Jinhan, Byonhan med henholdsvis Goguryeo, Silla, Baekje, hvilket blev støttet af værker som Samguk Sagi, Samguk Yusa og Jewang ungi. Således var betegnelsen Samhan lejlighedsvis synonym med Samkuk, Koreas tre kongedømmer. Det historiske synspunkt er tidligere givet af Choe Chiwon, en kendt konfuciansk lærd og historiker i slutningen af Sillas tid. Bortset fra den geografiske placering af Mahan definerer de kinesiske historiske annaler Songs historie den etnisk oprindelseaf Jeong-en riget, en efterfølger til Balhae-staten, som Mahan.
I slutningen af Joseon-perioden kom det historisk begreb under kritik fra en tidlig Silhak-lærd, Han Baek-gyeom, der understregede sammenhængen mellem Mahan og Baekje med hensyn til geografisk placering.